# 萊環礁
萊環礁是太平洋由20個島嶼組成的環礁，屬於拉利克礁鏈的一部分，是馬紹爾群島24個立法選區（legislative district）之一，位於烏賈環礁以東47公里，總土地面積1.5平方公里，中央的潟湖面積17.7平方公里，1998年人口319。

## 外部連結
- Marshall Islands site
- Entry at Oceandots.com